# Velles, Indre
Velles là một xã ở tỉnh Indre ở miền trung nước Pháp. Xã này có diện tích 63,09 km², dân số năm 1999 là 827 người. Khu vực này có độ cao trung bình 150 mét trên mực nước biển.
Thị trấn này có sông Bouzanne.